# Rhaphuma fucosa
Rhaphuma fucosa là một loài bọ cánh cứng trong họ Cerambycidae.